# Adrien-Francois-Théodore Archenault
Adrien-Francois-Théodore Archenault, né le 25 décembre 1824 à Paris et mort le 24 février 1889 à Avon, est un peintre français.

## Biographie
Adrien-Francois-Théodore Archenault est le fils du doreur sur métaux Pierre Adrien Archenault et de Marie Anne Thérèse Faucon.
Élève d'Abel de Pujol, il expose au Salon de 1859 à 1879.
Il meurt à l'âge de 64 ans à Avon.